# شهرستان نیو هیون (کنتیکت)
شهرستان نیو هیون، کنتیکت (به انگلیسی: New Haven County, Connecticut) یک سکونتگاه مسکونی در ایالات متحده آمریکا است که در کنتیکت واقع شده‌است.

## خصوصیات
شهرستان نیو هیون ۲٬۲۳۲٫۵۸ کیلومترمربع مساحت دارد.